# (4519) Voronezh
(4519) Voronezh (1976 YO4) – planetoida z grupy pasa głównego asteroid okrążająca Słońce w ciągu 3,27 lat w średniej odległości 2,2 j.a. Odkryta 18 grudnia 1976 roku.